# Juan Martín Maldacena
Juan Martín Maldacena est un théoricien en physique argentin né à Buenos Aires le 10 septembre 1968. Il a notamment travaillé sur le principe holographique. Il a proposé la correspondance anti de Sitter/théorie conforme des champs (en anglais : anti-de Sitter/conformal field theory correspondence, d'où son abréviation en correspondance AdS/CFT).
En 2013, Maldacena a co-écrit avec Leonard Susskind une analyse du paradoxe du mur de feu des trous noirs de 2012, affirmant que le paradoxe peut être résolu si des particules intriquées sont connectées par des trous de ver,,.

## Biographie
Maldacena obtient sa licenciatura (un diplôme de six ans) en 1991 à l'Institut Balseiro, Bariloche, en Argentine, sous la supervision de Gerardo Aldazábal. Il obtient ensuite son doctorat à l'Université de Princeton sous la supervision de Curtis Callan en 1996, et poursuit avec un poste post-doctoral à l'Université Rutgers. En 1997, il rejoint l'Université Harvard en tant que professeur associé, puis est rapidement promu professeur de physique en 1999. Depuis 2001, il est professeur à l'Institute for Advanced Study à Princeton, New Jersey, et en 2016 il devient le premier « professeur Carl P. Feinberg » de physique théorique à l'École des sciences naturelles du même institut.

## Récompenses et distinctions
- 2007 : prix Dannie Heineman pour la physique mathématique
- 2008 : médaille Dirac de l'ICTP
- 2012 : Prix Pomerantchouk
- 2018 : Médaille Lorentz
- 2019 : Médaille Galileo
- 2020 : Prix Cécile DeWitt-Morette / École de Physique des Houches